# Laurence Dauphinais
Laurence Dauphinais est une actrice, autrice, metteuse en scène, scénariste et musicienne canadienne née le 18 juillet 1983 à Montréal, Canada.

## Biographie
Laurence Dauphinais s'est formée à l'École nationale de théâtre du Canada en interprétation et travaille en création multidisciplinaire à titre d'interprète, d'autrice, de metteuse en scène et de scénariste. Laurence Dauphinais a participé à la création de nombreuses pièces de théâtre, parmi lesquelles Aalaapi, Dans le nuage, Siri, Cinq visages pour Camille Brunelle et Ishow,  productions ayant tourné tant au Canada qu'à l'international (FTA, CNA, Theatertreffen). Elle joue aussi au cinéma et à la télévision, et exerce comme comédienne de doublage.
En 2015, elle intègre la compagnie montréalaise La Messe Basse au titre d'artiste associée.
Laurence a également deux projets de musique à son actif : Darrick et A Gringa

## Filmographie

### Cinéma
- 2010 : Cabotins de Alain DesRochers : régisseure télé
- 2010 : Lance et compte de Frédérik D'amours : Joannie Bernard
- 2011 : Le Bonheur des autres de Jean-Philippe Pearson : Annie
- 2013 : La Chienne (court métrage) de Laurence Baz Morais et Sébastien Landry : Zoé
- 2016 : Carnasse (court métrage) de Francis Bordeleau : Maxe
- 2016 : The Gracefield Incident de Matthieu Ratthé : Liz
- 2017 : Après coup de Noël Mitrani : Florence

### Télévision
- 1993-1997 : Sous un ciel variable : Sarah Jalbert
- 1998 : Les Aventures de la courte échelle : Caroline
- 2001-2008 : Ramdam : Magalie L'Espérance
- 2012, 2015 : Lance et compte : Joannie Bernard
- 2015 : Écoute cette histoire de Jean-Sébastien Hamel : narratrice
- 2018 : Frankie Drake Mysteries épisode Anastasia : Louisa Winchester

## Doublage

### Films
- Rebecca Ferguson dans :
  - Mission: Impossible – La nation Rogue (2015) : Ilsa Faust
  - Florence Foster Jenkins (2016) : Kathleen
  - La Fille du train (2016) : Anna Watson
  - Vie (2017) : Miranda North
  - Le Bonhomme de neige (2017) : Katrine Bratt
  - Le Maître de la scène (2017) : Jenny Lind
  - Mission : Impossible - Répercussions (2018) : Ilsa Faust
  - L'Enfant qui voulut être roi (2019) : Fée Morgane
  - Hommes en noir : International (2019) : Riza
  - Docteur Sleep (2019) : Rose « Chapeau » O'Hara
  - Dune (2021) : Dame Jessica
  - Mission : Impossible - Bilan mortel (2023) : Ilsa Faust
  - Dune, deuxième partie (2024) : Dame Jessica
- Aubrey Plaza dans :
  - Parks and Recreation (2009) : April Ludgate
  - Jeu d'enfant (2019) : Karen Barclay
  - Ma belle-famille, Noël et moi (2020) : Riley
  - Operation Fortune: Ruse de guerre (2023) : Sarah Fidel

### Téléfilm
- 2015 : Enquêtes gourmandes : Meurtre quatre étoiles : Danielle (Devon Weigel)